# Karlshamn
Karlshamn – miasto w południowej Szwecji, w regionie Blekinge. Port nad Morzem Bałtyckim. Około 19 075 mieszkańców (2010). Jest to drugie pod względem wielkości miasto w Blekinge. Odbywa się tu Festiwal Piosenki Krajów Nadbałtyckich. W pobliżu miasta znajduje się stacja przekształtnikowa, do której dochodzi podmorski kabel przesyłowy wysokiego napięcia prądu stałego (HVDC) SwePol Link, łączący to miasto z Ustką (w Polsce). W mieście rozwinął się przemysł maszynowy oraz chemiczny.

## Historia
W 1658, miesiąc po przekazaniu Blekinge Szwecji, król Karol X Gustaw złożył królewską wizytę w wiosce Bodekull. W 1664 przystani nadano prawa miejskie i wybudowano stocznię, którą nazwano na cześć króla Karlshamn (Przystanią Karola). Król Karol X Gustaw prawdopodobnie planował wykorzystanie Karlshamn jako bazy marynarki wojennej, ale w 1680 zadecydowano, że lepszym miejscem na to będzie Karlskrona. 

## Miasta partnerskie
- Bornholm, Dania
- Stade, Niemcy
- Sopot, Polska
- Heinola, Finlandia